# لويس إغناثيو كوينتيروس
لويس إغناثيو كوينتيروس (بالإسبانية: Luis Ignacio Quinteros)‏ هو لاعب كرة قدم ومدرب كرة قدم تشيلي في مركز الهجوم، ولد في 18 مارس 1979 في سانتياغو في تشيلي. شارك مع منتخب تشيلي لكرة القدم. أما مع النوادي، فقد لعب مع جيمناسيا لابلاتا وكلوب ليون وكولو-كولو ونادي أتليتيكو كولون ونادي أونيفرسيداد كاتوليكا ونادي بويبلا وهواتشيباتو.

## وصلات خارجية
- لويس إغناثيو كوينتيروس على موقع قاعدة بيانات كرة القدم.إي يو (الإنجليزية)
- لويس إغناثيو كوينتيروس على موقع ناشيونال فوتبول تيمز (الإنجليزية)